# Campionato europeo femminile di pallacanestro Under-18 2019
Il Campionato europeo femminile di pallacanestro Under-18 2019 (noto anche come FIBA EuroBasket Women Under-18 2019) si è svolto in Bosnia ed Erzegovina, a Sarajevo.

## Classifica finale
| Campione d'Europa | Campione d'Europa    | Campione d'Europa |
| ----------------- | -------------------- | ----------------- |
| Italia            |                      |                   |
| Argento           | Ungheria             |                   |
| Bronzo            | Francia              |                   |
| 4.                | Russia               |                   |
| 5.                | Spagna               |                   |
| 6.                | Germania             |                   |
| 7.                | Lettonia             |                   |
| 8.                | Rep. Ceca            |                   |
| 9.                | Bielorussia          |                   |
| 10.               | Polonia              |                   |
| 11.               | Israele              |                   |
| 12.               | Belgio               |                   |
| 13.               | Lituania             |                   |
| 14.               | Bosnia ed Erzegovina |                   |
| 15.               | Croazia              |                   |
| 16.               | Serbia               |                   |